# مالکیه (سوریه)
مالکیه یا دیرک یکی از شهرهای  سوریه است. این شهرستان در شمال‌شرق سوریه واقع شده‌است و اخیراً از شهرستان قامشلی در شمال استان حسکه جدا شده‌است.
شهرستان مالکیه یا دیرک (به معنی اهرم یا ستون خانه یا دیر و صومعه کوچک) با مساحت ۲٬۵۰۰ کیلومترمربع و جمعیت حدود ۲۰۰٬۰۰۰ نفر، کاملاً کردنشین نبوده بلکه ناحیه‌های جوادیه و یعربیه در آن اکثراً عرب‌نشین هستند اما ناحیه دیرک که در مجاورت با شهر قدیمی جزیره بوتان در ترکیه واقع شده‌است، تنها ناحیه کاملاً کرد است.

## تاریخچه
این شهر در وسط دشت حسینیان بین رود دجله و صفان واقع شده است. این منطقه تا سال 1848 تحت کنترل امارت بوتان بود و اکثراً قبیله کرد هسینیان در آن ساکن بودند و نام دشت را به خود اختصاص دادن. قبل از اینکه به یک شهر تبدیل بشود، روستای دریک توسط امیر بدرخان بوتان به همکو حسینی، که در سال‌های آخر امارت بوتان یکی از ژنرال های برجسته امارت بوتان بود، داده شد، از این رو این شهر نام کردی این شهر (دریک همکو) نام دارد. پس از جنگ جهانی اول، فرانسوی ها از قبیله کرد حسینی برای کنترل کل منطقه شرق رود فرات تا دجله کمک گرفتند. فرانسوی ها روستای عین دیوار را به عنوان مرکز منطقه انتخاب کردند، اما در سال 1927 مرکز اداری را به دریک منتقل کردند. و از آن پس به شهر تبدیل شد.

## نگارخانه

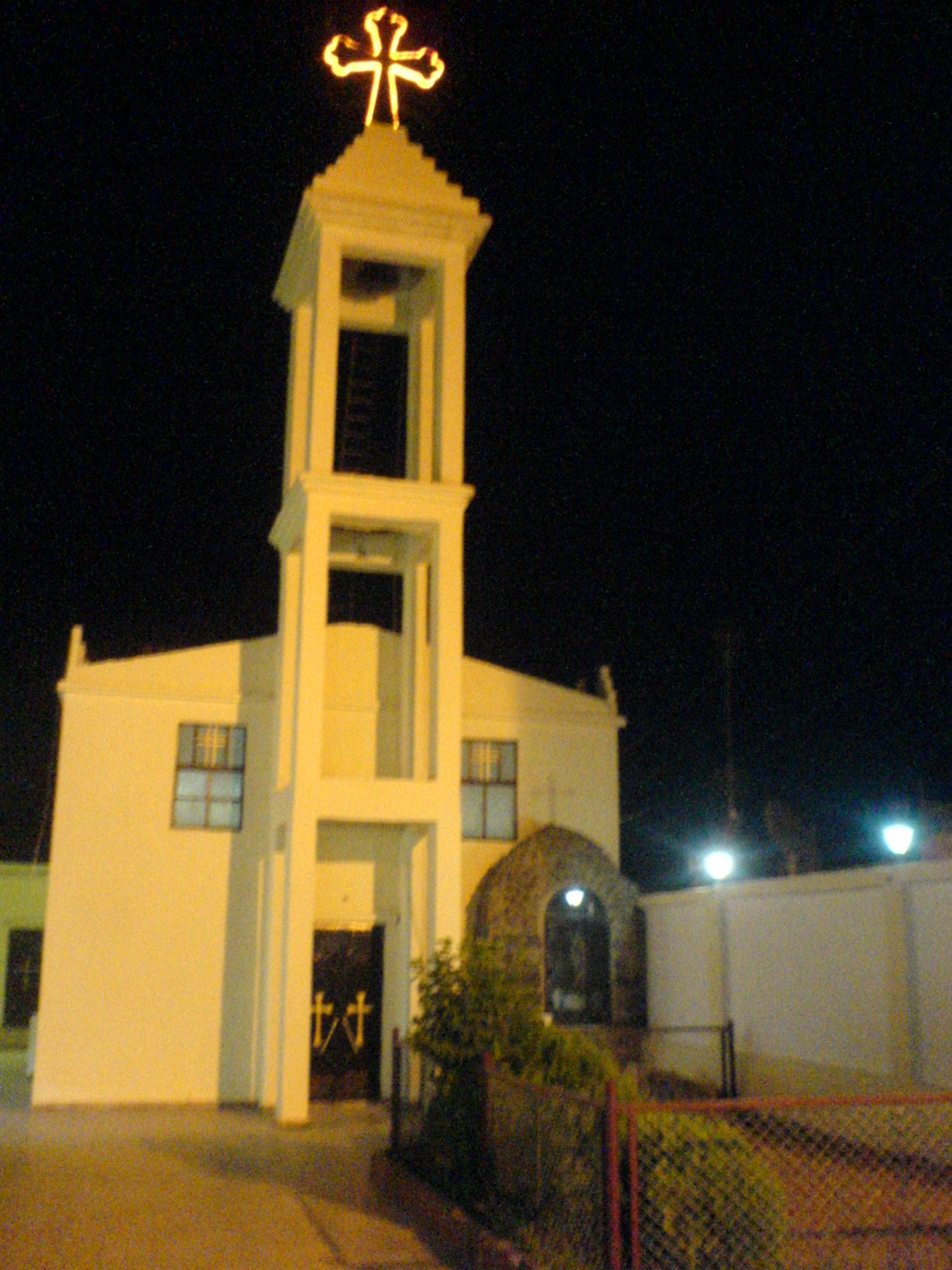
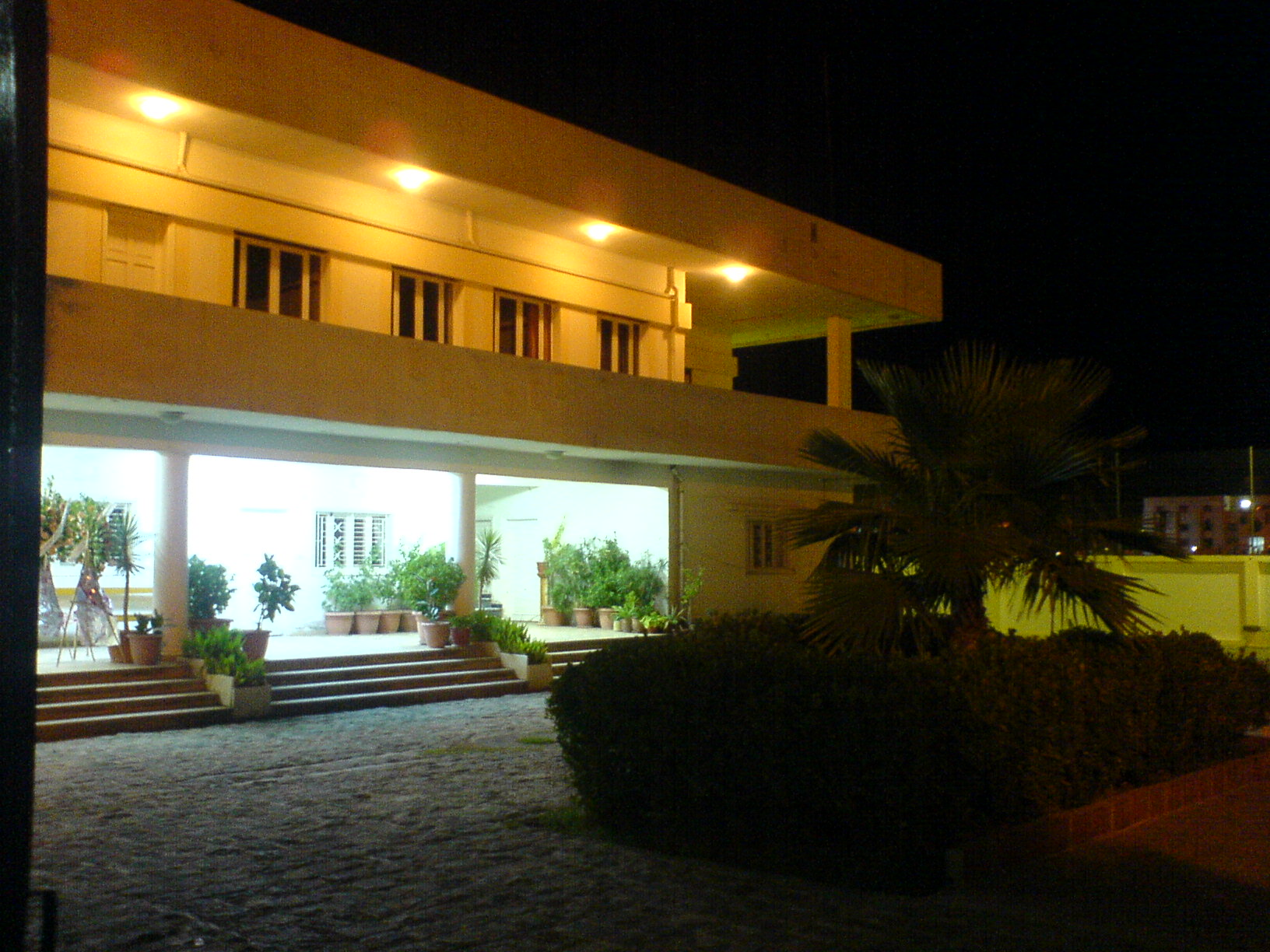
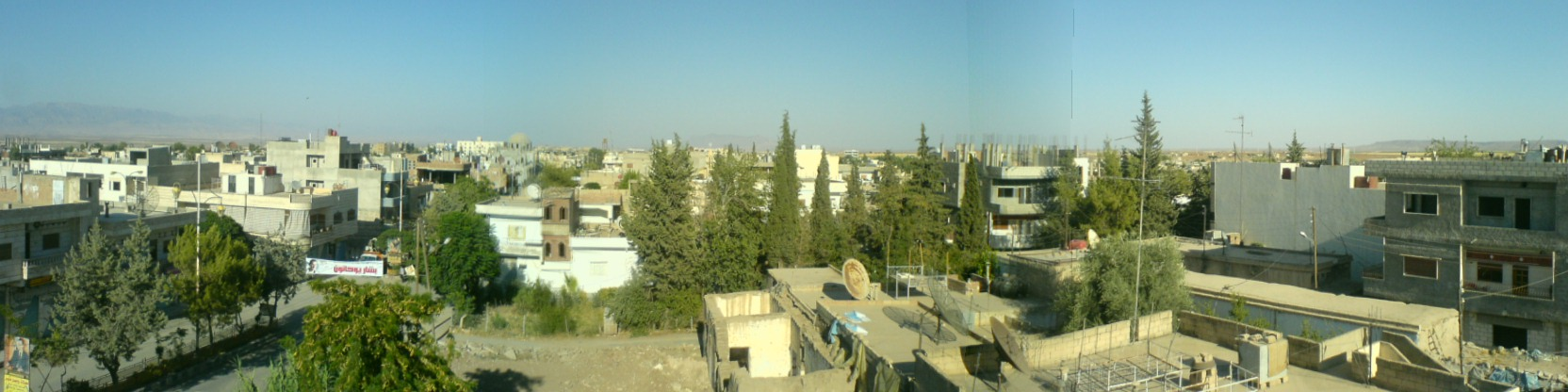

## افراد قابل توجه
- هورین خلف
- فایا یونان